# Caesalpinia eriostachys
Caesalpinia eriostachys, de nombre común hediondilla, iguanero o pintadillo, es un árbol de la familia Fabaceae. En México tiene una distribución potencial en la Vertiente del Pacífico, desde Sinaloa hasta Chiapas. Habita en ambientes secos, húmedos y frescos. Este árbol es utilizado ampliamente en Centroamérica como leña.

## Descripción
Es un árbol caduco sin espinas de hasta 10 m de altura y 60 cm de diámetro, con un tronco recto y forma estilizada, de ramas largas y delgadas. La corteza es lisa de color grisácea, de la que se desprende en largas placas angostas, muy llamativa en los árboles jóvenes unas líneas vertícales más claras. Las hojas de color verde intenso, son bipinnadas, de 10 a 15 cm de largo con 6-8 pares de pinas y una pina terminal, con 7-10 pares de pequeños foliolos por pina. Los brotes nuevos de las hojas son rojizos muy brillantes. El árbol echa flores de un amarillo intenso dispuestas en racimos que surgen de las axilas de las hojas secas. Poseen cinco pétalos, el del centro más pequeño con unas delgadas líneas rojas. Las vainas son planas, curvadas y se abren súbitamente esparciendo de 2-6 semillas por vaina.

## Distribución y hábitat
Se distribuye desde el noroeste de México por todo Centroamérica hasta Costa Rica, en Nicaragua se encuentra en el litoral del pacífico y la parte central de país. En México, se localiza en el litoral del pacífico en los estados de Sonora, Sinaloa, Nayarit, Colima, Jalisco, Michoacán, Guerrero, Oaxaca y Chiapas, así como en áreas muy localizadas de Puebla y Durango.
Tolera climas tanto secos y calientes como húmedos y frescos. Ocurre típicamente en laderas rocosas de colinas y barrancos en fragmentos de bosque seco caducifolio y matorral, siempre en las pendientes de la vertiente del Pacífico y llanuras costeras de América Central, se distribuyen en un rango altitudinal comprendido entre 0 y 700 m s. n. m. Es una especie que prefiere suelos profundos, aunque es muy adaptable a suelos pobres y rocosos, esta planta se considera pionera, puesto que es una de las primeras en colonizar sitios perturbados. También es común en bosques de galería.

## Estado de conservación
Fue plantada durante los 80 en muchos países tropicales, en una red de ensayos de especies del bosque seco tropical, pero su crecimiento lento en dichos ensayos, fue una limitante para rehabilitar áreas de selvas caducifolias. En México no se encuentra en ninguna categoría de protección de la NOM059. Tampoco está en alguna categoría en la lista roja de la IUCN (International Union for Conservation of Nature). Ni en CITES (Convención sobre el Comercio Internacional de Especies Amenazadas de Fauna y Flora Silvestres).

## Nombres comunes
Casiguano, hediondilla, palo alejo, palo puerco, saíno.